# Lago Staffel
El lago Staffel (en alemán: Staffelsee) es un lago situado en la región administrativa de Alta Baviera, en el estado de Baviera (Alemania), a una elevación de 649 metros; tiene un área de 766 hectáreas. 
Se encuentra sobre la ladera norte de los Alpes.